# 刘正成
刘正成（1946年8月—），号八方斋主，男，汉族，四川成都人，中国书法家，曾任中国书法家协会常务理事、副秘书长。